# Селенид неодима(II)
Селенид неодима(II) — бинарное неорганическое соединение
неодима и селена
с формулой NdSe,
кристаллы.

## Получение
- Сплавление стехиометрических количеств чистых веществ:

{\displaystyle {\mathsf {Nd+Se\ {\xrightarrow {T}}\ NdSe}}}

## Физические свойства
Селенид неодима(II) образует кристаллы
кубической сингонии,
пространственная группа F m3m,
параметры ячейки a = 0,5909 нм, Z = 4.